# Pèptid similar al glucagó tipus 1
El pèptid similar al glucagó tipus 1 (en anglès GLP-1, Glucagon-Like Peptide-1) és una hormona de tipus incretina, o insulinosecretora, que actua en la regulació de l'homeòstasi de la glucosa, per tant és segregada al flux sanguini quan s'ingereixen aliments. El GLP-1 es va identificar a principis de la dècada de 1980, quan es va dur a terme la clonació de l'ADNc que codifica el proglucagó sintetitzat a les cèl·lules alfa del pàncrees del rap. El GLP-1 té acció insulinomimètica i insulinotròpica: estimula la secreció d'insulina quan la concentració de glucosa en sang és alta (hiperglucèmia), però no ho fa durant els períodes de baixa concentració de glucosa (hipoglucèmia). El tractament farmacològic de GLP-1 combinat a altres medicaments antidiabètics orals com la metformina i/o sulfonilurea s'utilitza en pacients diabètics de tipus 2 que no hagin assolit el control glicèmic amb el tractament amb antidiabètics orals.

## Síntesi i degradació
A l'intestí prim i al còlon humà existeixen les cèl·lules-L, on es troba el proglucagó, un polipèptid de 160 aminoàcids. El proglucagó passa pel procés de post-traducció: els enzims endoproteolítics (convertases de prohormones) tallen el proglucagó per l'extrem carboxil i s'alliberen diferents fraccions: el proglucagó 1-69 (glicentina), el proglucagó 33-69 (oxintomodulina), el GLP-1 (proglucagó 72-108) i el GLP-2 (proglucagó 126-158).
El GLP-1 humà és una cadena polipeptídica, única i no glicosilada de 30 aminoàcids, i té un pes molecular de 3298,7 Da. La secreció de GLP-1 per les cèl·lules-L es produeix en dues formes bioactives: el GLP-1 (7-37) i el GLP-1 (7-36) amida. Ambdues formes tenen el mateix poder d'estimulació d'insulina, la mateixa vida mitjana i la mateixa afinitat pel receptor, però el GLP-1 (7-36) amida és la forma que predomina al plasma de molts mamífers, com l'home. Els nivells de GLP-1 total en dejuni estan entre 5 i 10 pmol/l i pugen fins als 25 pmol/l en situació postprandial.
Una vegada s'ha segregat al torrent sanguini, el GLP-1 és trencat proteolíticament per l'enzim plasmàtic DPP IV (dipèptid-peptidasa IV): elimina els dos aminoácids de l'extrem N-terminal (histidina i alanina), i, el GLP-1 (9-36) amida (fragment peptídic inactiu) -i que és antagonista al receptor de GLP-1-. La vida mitjana del GLP-1 en plasma és de 2 minuts.

## Descripció
Els receptors de GLP-1 són receptors transmembranals i acoblats a la proteïna G. Es localitzen a les cèl·lules α i β dels illots pancreàtics (illots de Langerhans), estómac, intestí, cor, pulmons, ronyons, hipòfisi, hipotàlem i tronc de l'encèfal.
Quan el GLP-1 s'uneix al seu receptor, la proteïna G acoblada al receptor activa l'adenil-ciclasa: s'eleva la concentració intracel·lular d'AMP cíclic. A la vegada, l'AMP cíclic (AMPc) activa la Proteïna Quinasa A (PKA) i el factor tipus II d'intercanvi del nucleòtid de guanina regulat per AMPc. Aquesta cascada de reaccions fa que es tanquin els canals de potassi (K⁺) sensibles a ATP i la cèl·lula β pancreàtica es despolaritza: s'eleva el calci intracel·lular i es dona l'exocitosi dels grànuls que contenen insulina.

## Funcions
El GLP-1 té diverses funcions:

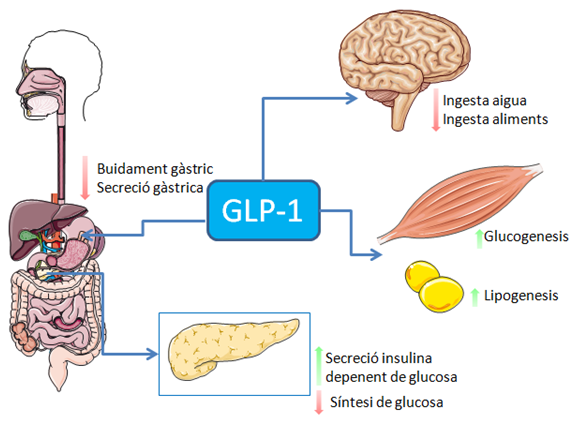
Principals funcions GLP-1

- Actua activament en el control de la insulina, augmentant-ne la seva secreció. Aquesta acció ve determinada pel nivell de glucosa en sang, de tal manera que un cop la glucosa assoleix altes concentracions al plasma, el pèptid GLP-1 és sintetitzat, estimulant l'alliberament d'insulina. Conseqüentment, els nivells de glucosa i glucagó en sang disminueixen. De les dues formes del pèptid, GLP-1-(7-36) actua en aquesta situació com una potent incretina, superant amb la seva activitat al GIP (polipèptid inhibidor gàstric).

Val a dir, però, que l'administració de GLP-1 en presència de l'agent sulfonilurea provoca la secreció d'insulina malgrat que els nivells de glucosa siguin normals o fins i tot baixos.
- Regula l'expressió del gen de la insulina. El GLP-1 potencia l'augment dels nivells de AMPc o monofosfat d'adenosina cíclic, fomenta la transcripció de l'ARN missatger de la insulina i el consegüent alliberament d'aquesta hormona en les cèl·lules β del pàncrees.
- Inhibeix la secreció de glucagó per part de les cèl·lules alfa pancreàtiques. L'acció insulinotròpica del GLP-1 però, es considera negligible un cop la concentració de glucosa en sang disminueix fins a assolir un valor al voltant de 4.3 mM. S'evita així la possibiliat de sofrir una hipoglucèmia per aquestes causes.
- Preserva la morfologia i la funció de les cèl·lules β i n'evita la seva apoptosi. El conjunt d'incretines alliberades al tracte gastrointestinal, especialment el pèptid GLP-1, realitzen una sèrie d'accions protectores sobre les cèl·lules β, inhibint la tendència a la pèrdua de massa i funcions (que desemboca en l'apoptosi cel·lular) i afavorint-ne la seva proliferació. Val a dir que, en els pacients que presenten diabetis mellitus, els efectes de les incretines es veuen considerablement reduïts.
- Actua regulant la secreció gàstrica i la motilitat gastrointestinal, de tal manera que un increment de la presència del GLP-1 en sang suprimeix el buidament gàstric, així com la secreció d'àcid estomacal.
- Provoca la sensació fisiològica de sacietat alimentària, fet que dota al pèptid d'un important paper en la regulació del pes corporal. Diverses experiències han demostrat que la síntesi del GLP-1 activa diverses àrees del cervell (principalment, l'hipotàlem) que transmeten al Sistema Nerviós Central la sensació de sacietat en la ingesta d'aliments.

## Relació entre GPL-1 i la Diabetis tipus 2

GLP-1 i diabetis: Incretines i inhibidors de la DPP-4

A banda de la importància que té la glucosa pel que fa als canvis de l'enviament d'insulina al torrent sanguini, el canal alimentari (intestí) també hi té un paper rellevant. Quan els aliments passen de l'estómac a l'intestí prim, s'envien hormones intestinals incretines cap a la sang. Durant aquest procés se secreta insulina. El 50% d'aquesta insulina és secretada gràcies a les hormones intestinals, els polipèptids inhibidors gàstrics (GIP) i el pèptid 1 similar al glucagó (GLP-1).
Per tant, en el cas que no hi hagués GIP ni GLP-1, es reduiria l'emissió d'insulina i com a conseqüència augmentarien els nivells de glucosa en sang. Per altra banda, mentre que l'hormona GIP no actua en persones amb diabetis mellitus tipus 2, en aquest mateix pacient el GLP-1 pot normalitzar els nivells de glucosa en sang mitjançant diversos mecanismes.
El pacient amb diabetis mellitus tipus 2 presenta resistència a la insulina i, conseqüentment, manté uns nivells alts d'insulina en sang (hiperinsulinèmia) com a mecanisme de regulació de la glucosa. Els teixits realitzen una acció lipogènica anòmala, el pacient presenta obesitat centrípeta o abdominal, i augmenta la producció de triacilglicerols a nivell hepàtic, s'alliberen VLDL. El pacient desenvolupa una dislipèmia, per tant.
Sembla que, a la llarga, el GLP-1 podria ser una bona teràpia per a molts dels problemes de la resistència a la insulina. Així, doncs, últimament s'estan desenvolupant nous medicaments que utilitzen les propietats del GLP-1 a fi de ser utilitzats per a persones amb problemes de diabetis tipus 2.

### Normalització de la glucosa en sang
El control de glucosa en sang durant períodes de fins a una setmana s'ha pogut millorar gràcies a l'administració de GLP-1 per via subcutània. Aquest és el mètode més eficaç que s'utilitza actualment, i també el menys perillós, ja que no permet que es produeixi una hipoglucèmia. Això es deu al fet que les concentracions de GLP-1 no poden interferir amb la resposta de l'organisme que protegeix contra la hipoglucèmia.

### Limitacions
Com que el GLP-1 és secretat amb la ingesta de menjar, en situacions normals es descompon a l'intestí i es degrada.

## Relació entre el GLP-1 i l'obesitat
El GLP-1 es va començar a estudiar relacionat amb l'obesitat a partir del moment en el qual es van conèixer els efectes psicològics de les hormones en la ingesta de menjar i en la gana, també perquè es va creure que en persones obeses la secreció d'aquesta hormona disminuïa.
Diferents estudis han demostrat que en persones amb obesitats mòrbides la secreció de GLP-1 després dels àpats disminueix; la causa d'això no es coneix, però es creu que pot estar relacionat amb el fet que, en guanyar pes, la resistència de la insulina augmenta, ja que després d'una derivació jejuno-ileal la resposta es torna a normalitzar.
Vist el GLP-1 com a regulador de la gana i de la ingesta de menjar, es creu que és possible que la disminució en les secrecions d'aquesta hormona porti a una situació d'insatisfacció de la gana i, per tant, contribueixi a l'augment de pes.

## Relació entre la GLP-1 i la hipoglucèmia reactiva
La hipoglucèmia reactiva es pot donar en pacients després dels àpats, normalment si aquests estan operats d'una gastrectomia, ja que es produeix un buidament d'estómac més ràpid, per la qual cosa hi ha una hipersecreció de GLP-1 que pot implicar una hipoglucèmia reactiva.

## Farmacologia
Existeixen dos tipus de medicaments basats en les accions de les hormones incretines, que regulen la glucèmia i optimitzen l'acció del GLP1. Són els mimètics d'incretina i els inhibidors de la DPP-IV (dipeptidil-peptidasa IV).

### Mimètics d'incretina o anàlegs del GLP-1
Són fàrmacs que copien l'acció del GLP-1 fisiològic i tenen la mateixa afinitat pel receptor de GLP-1. Estimulen l'alliberament d'insulina exclusivament per acció de GLP-1:
Exenatida:
L'exenatida té una vida mitjana més llarga (3-4 hores) que el GLP-1, que actua durant dos minuts: la raó és que l'exenatida és resistent a la degradació per part de l'enzim DPP-IV.
L'exenatida s'utilitza sola o associada amb altres antidiabètics orals (metformina i/o sulfonilurea), en el cas dels pacients que no tenen control glucèmic. S'administra via subcutània i la dosi inicial és de 5 μg (60 minuts abans de les ingestes principals). La dosi habitual, després d'un mes de tractament, serà de 10 μg dues vegades al dia. Els efectes adversos són les nàusees (amb el manteniment del tractament van cedint) i els vòmits.
Liraglutida:
La liraglutida és també anàleg del GLP-1. S'obté de l'addició de l'àcid gras palmític a la cadena peptídica del GLP-1: guanya resistència a l'enzim DPP-IV i la vida mitjana de la liraglutida és de 13 hores. La seva via d'administració és subcutània i s'administra una vegada al dia. Els efectes adversos, com els del tractament amb l'exenatida, són les nàusees i els vòmits.

### Inhibidors de la DPP-IV o gliptines
Les gliptines o inhibidors de l'enzim DPP-IV s'uneixen a aquest enzim i provoquen una inhibició reversible: l'enzim DPP-IV no pot hidrolitzar les incretines endògenes. Amb això, s'eleven els nivells de GIP i GLP-1, augmenta la resposta de la insulina i disminueix el glucagó en sang, i, per tant, s'inhibeix la producció hepàtica de glucosa. La via d'administració és oral i la tolerància és molt bona (els efectes adversos són quasi nuls: [això no és veritat, perquè encara hi ha dubtes sobre el possible augment de pancreatitis i el càncer de pàncrees]. Milloren la sensibilitat a la insulina, es produeix sensació de sacietat i s'arrelenteix el buidament gàstric.
Sitagliptina:
Ús terapèutic associat a metformina o sulfonilurea per aconseguir el control glucèmic en pacients que no ho han aconseguit amb el tractament inicial amb antidiabètics orals. La dosi és de 100 mg una vegada al dia.
Vildagliptina:
Produeix una inhibició ràpida de DPP-IV, augmenten els nivells endògens postprandials de les incretines GLP-1 i GIP, i, per tant, millora la sensibilitat a la glucosa per part de les cèl·lules β pancreàtiques, tot afavorint la secreció d'insulina depenent de glucosa.

## Efectes secundaris
El tractament amb GLP-1 en casos, per exemple, de diabetis tipus 2 o bé d'obesitat, pot implicar efectes secundaris als pacients tals com nàusees, vòmits, prúrit...
El cas de les nàusees i, en menor incidència, els vòmits, són els efectes secundaris més comuns encara que en la majoria de pacients al cap de diversos mesos de tractament amb un agonista del GLP-1R aquest efecte advers desapareix. Altres efectes secundaris de pacients que es prenien l'agonista del GLP-1R són la diarrea, prúrit i erupcions a la pell al lloc on es realitza la injecció, reaccions al·lèrgiques…
També es pot donar el cas d'hipoglucèmies en pacients que combinen un agonista del GLP-1R amb secretors d'insulina com poden ser les * sulfonilurees Arxivat 2013-10-20 a Wayback Machine..